# 傑克泰爾 (密蘇里州)
傑克泰爾（英語：Jerktail），又名明特（Mint），是位於美國密蘇里州賴特縣的非建制地區。

## 歷史
傑克泰爾的郵局（名為明特）於1889年設立，其後於1910年停運。

## 地理
傑克泰爾所處的海拔為高於海平面398米（即1306英呎），而該地所採用的時區為UTC-6，即北美中部時區（CST）。同時該地設有夏令時間，為UTC-6調快一小時，即UTC-5（CDT）。